# Oceaniska mästerskapet i fotboll 1973
Oceaniska mästerskapet i fotboll 1973 spelades 17–24 februari 1973 och var den första större oceaniska fotbollsturneringen. Alla matcher spelades på Newmarket Park i Auckland, Nya Zeeland och fem lag deltog: Nya Zeeland, Nya Kaledonien, Tahiti, Nya Hebriderna och Fiji.
Vid den tiden var OFC inte fullvärdig Fifa-medlem, varför det gick att delta utan att vara med i Fifa.
Lagen möttes i en serie, och de två främsta lagen (Nya Zeeland och Tahiti) spelade final för att kora en segrare. Nya Kaledonien och Nya Hebriderna möttes samma dag i matchen om tredje pris.
Nya Zeeland vann turneringen efter vinst med 2–0 i finalen, medan Nya Kaledonien vann matchen om tredje pris mot Nya Hebriderna med 2–1.

## Nationer
- Fiji
- Nya Hebriderna
- Nya Kaledonien
- Nya Zeeland (värdnation)
- Tahiti

## Gruppspel

### Tabell
| Nr | Lag            | S | V | O | F | GM | IM | MS  | P |
| -- | -------------- | - | - | - | - | -- | -- | --- | - |
| 1  | Nya Zeeland    | 4 | 3 | 1 | 0 | 11 | 4  | +7  | 7 |
| 2  | Tahiti         | 4 | 2 | 2 | 0 | 7  | 2  | +5  | 6 |
| 3  | Nya Kaledonien | 4 | 2 | 0 | 2 | 8  | 5  | +3  | 4 |
| 4  | Nya Hebriderna | 4 | 1 | 1 | 2 | 4  | 8  | −4  | 3 |
| 5  | Fiji           | 4 | 0 | 0 | 4 | 2  | 13 | −11 | 0 |

### Matcher
|  | 17 februari 1973 | Tahiti                        | 2 – 1   | Nya Kaledonien | Newmarket Park                              |                                             |
|  |                  | Erroll Bennett Alexis Tumahai | Rapport | Roger Mandin   | Auckland Domare: T. Delahunty (Nya Zeeland) | Auckland Domare: T. Delahunty (Nya Zeeland) |
|  |                  |                               |         |                | Auckland Domare: T. Delahunty (Nya Zeeland) | Auckland Domare: T. Delahunty (Nya Zeeland) |
|  |                  |                               |         |                | Auckland Domare: T. Delahunty (Nya Zeeland) | Auckland Domare: T. Delahunty (Nya Zeeland) |

|  | 17 februari 1973 | Nya Zeeland                                                  | 5 – 1   | Fiji           | Newmarket Park                                |                                               |
|  |                  | Brian Turner Dave Taylor Geoff Brand Malcolm Bland Alan Vest | Rapport | Terio Vakatawa | Auckland Domare: A. Nakagawa (Nya Kaledonien) | Auckland Domare: A. Nakagawa (Nya Kaledonien) |
|  |                  |                                                              |         |                | Auckland Domare: A. Nakagawa (Nya Kaledonien) | Auckland Domare: A. Nakagawa (Nya Kaledonien) |
|  |                  |                                                              |         |                | Auckland Domare: A. Nakagawa (Nya Kaledonien) | Auckland Domare: A. Nakagawa (Nya Kaledonien) |

|  | 18 februari 1973 | Nya Kaledonien                        | 4 – 1   | Nya Hebriderna | Newmarket Park                        |                                       |
|  |                  | Jean Hmae Segin Wayewol Pierre Wacapo | Rapport | Michael Dupuy  | Auckland Domare: P. Tahuaitu (Tahiti) | Auckland Domare: P. Tahuaitu (Tahiti) |
|  |                  |                                       |         |                | Auckland Domare: P. Tahuaitu (Tahiti) | Auckland Domare: P. Tahuaitu (Tahiti) |
|  |                  |                                       |         |                | Auckland Domare: P. Tahuaitu (Tahiti) | Auckland Domare: P. Tahuaitu (Tahiti) |

|  | 18 februari 1973 | Nya Zeeland | 1 – 1   | Tahiti         | Newmarket Park                   |                                  |
|  |                  | Alan Vest   | Rapport | Erroll Bennett | Auckland Domare: P. Raman (Fiji) | Auckland Domare: P. Raman (Fiji) |
|  |                  |             |         |                | Auckland Domare: P. Raman (Fiji) | Auckland Domare: P. Raman (Fiji) |
|  |                  |             |         |                | Auckland Domare: P. Raman (Fiji) | Auckland Domare: P. Raman (Fiji) |

|  | 20 februari 1973 | Nya Kaledonien | 2 – 0   | Fiji | Newmarket Park                               |                                              |
|  |                  | Segin Wayewol  | Rapport |      | Auckland Domare: B. Chaudet (Nya Hebriderna) | Auckland Domare: B. Chaudet (Nya Hebriderna) |
|  |                  |                |         |      | Auckland Domare: B. Chaudet (Nya Hebriderna) | Auckland Domare: B. Chaudet (Nya Hebriderna) |
|  |                  |                |         |      | Auckland Domare: B. Chaudet (Nya Hebriderna) | Auckland Domare: B. Chaudet (Nya Hebriderna) |

|  | 20 februari 1973 | Tahiti | 0 – 0   | Nya Hebriderna | Newmarket Park                                |                                               |
|  |                  |        | Rapport |                | Auckland Domare: A. Nakagawa (Nya Kaledonien) | Auckland Domare: A. Nakagawa (Nya Kaledonien) |
|  |                  |        |         |                | Auckland Domare: A. Nakagawa (Nya Kaledonien) | Auckland Domare: A. Nakagawa (Nya Kaledonien) |
|  |                  |        |         |                | Auckland Domare: A. Nakagawa (Nya Kaledonien) | Auckland Domare: A. Nakagawa (Nya Kaledonien) |

|  | 21 februari 1973 | Nya Hebriderna             | 2 – 1   | Fiji              | Newmarket Park                              |                                             |
|  |                  | Alick Saurei Jacky Valette | Rapport | Josateki Kurivitu | Auckland Domare: T. Delahunty (Nya Zeeland) | Auckland Domare: T. Delahunty (Nya Zeeland) |
|  |                  |                            |         |                   | Auckland Domare: T. Delahunty (Nya Zeeland) | Auckland Domare: T. Delahunty (Nya Zeeland) |
|  |                  |                            |         |                   | Auckland Domare: T. Delahunty (Nya Zeeland) | Auckland Domare: T. Delahunty (Nya Zeeland) |

|  | 21 februari 1973 | Nya Zeeland                | 2 – 1   | Nya Kaledonien | Newmarket Park                               |                                              |
|  |                  | Alan Marley Colin Latimour | Rapport | Jean Xowie     | Auckland Domare: B. Chaudet (Nya Hebriderna) | Auckland Domare: B. Chaudet (Nya Hebriderna) |
|  |                  |                            |         |                | Auckland Domare: B. Chaudet (Nya Hebriderna) | Auckland Domare: B. Chaudet (Nya Hebriderna) |
|  |                  |                            |         |                | Auckland Domare: B. Chaudet (Nya Hebriderna) | Auckland Domare: B. Chaudet (Nya Hebriderna) |

|  | 23 februari 1973 | Tahiti                                                           | 4 – 0   | Fiji | Newmarket Park                             |                                            |
|  |                  | Claude Carrara Harold Ng Fok Gilles Malinowski Roland de Marigny | Rapport |      | Auckland Domare: A. Nakagawa (Nya Zeeland) | Auckland Domare: A. Nakagawa (Nya Zeeland) |
|  |                  |                                                                  |         |      | Auckland Domare: A. Nakagawa (Nya Zeeland) | Auckland Domare: A. Nakagawa (Nya Zeeland) |
|  |                  |                                                                  |         |      | Auckland Domare: A. Nakagawa (Nya Zeeland) | Auckland Domare: A. Nakagawa (Nya Zeeland) |

|  | 23 februari 1973 | Nya Zeeland                             | 3 – 1   | Nya Hebriderna  | Newmarket Park                        |                                       |
|  |                  | Malcolm Bland Brian Hardman Alan Marley | Rapport | Raymond Valette | Auckland Domare: P. Tahuaitu (Tahiti) | Auckland Domare: P. Tahuaitu (Tahiti) |
|  |                  |                                         |         |                 | Auckland Domare: P. Tahuaitu (Tahiti) | Auckland Domare: P. Tahuaitu (Tahiti) |
|  |                  |                                         |         |                 | Auckland Domare: P. Tahuaitu (Tahiti) | Auckland Domare: P. Tahuaitu (Tahiti) |

## Slutspel

### Bronsmatch
|  | 24 februari 1973 | Nya Kaledonien           | 2 – 1   | Nya Hebriderna  | Newmarket Park                        |                                       |
|  |                  | Gerald Delmas Jean Xowie | Rapport | Charles Galinie | Auckland Domare: P. Tahuaitu (Tahiti) | Auckland Domare: P. Tahuaitu (Tahiti) |
|  |                  |                          |         |                 | Auckland Domare: P. Tahuaitu (Tahiti) | Auckland Domare: P. Tahuaitu (Tahiti) |
|  |                  |                          |         |                 | Auckland Domare: P. Tahuaitu (Tahiti) | Auckland Domare: P. Tahuaitu (Tahiti) |

### Final
|  | 24 februari 1973 | Nya Zeeland             | 2 – 0   | Tahiti | Newmarket Park                               |                                              |
|  |                  | Dave Taylor Alan Marley | Rapport |        | Auckland Domare: B. Chaudet (Nya Hebriderna) | Auckland Domare: B. Chaudet (Nya Hebriderna) |
|  |                  |                         |         |        | Auckland Domare: B. Chaudet (Nya Hebriderna) | Auckland Domare: B. Chaudet (Nya Hebriderna) |
|  |                  |                         |         |        | Auckland Domare: B. Chaudet (Nya Hebriderna) | Auckland Domare: B. Chaudet (Nya Hebriderna) |

## Statistik

### Slutställning
| Nr | Lag            | S | V | O | F | GM | IM | MS  | P |
| -- | -------------- | - | - | - | - | -- | -- | --- | - |
| 1  | Nya Zeeland    | 5 | 4 | 1 | 0 | 13 | 4  | +9  | 9 |
| 2  | Tahiti         | 5 | 2 | 2 | 1 | 7  | 4  | +3  | 6 |
| 3  | Nya Kaledonien | 5 | 3 | 0 | 2 | 10 | 6  | +4  | 6 |
| 4  | Nya Hebriderna | 5 | 1 | 1 | 3 | 5  | 10 | −5  | 3 |
| 5  | Fiji           | 4 | 0 | 0 | 4 | 2  | 13 | −11 | 0 |

### Skytteligan
3 mål
| - Segin Wayewol - Alan Marley | - Erroll Bennett |

2 mål
| - Jean Hmae - Jean Xowie - Malcolm Bland | - Dave Taylor - Alan Vest |

1 mål
| - Josateki Kurivitu - Terio Vakatawa - Michael Dupuy - Charles Galinie - Alick Saurei - Jacky Valette - Raymond Valette - Gerald Delmas - Roger Mandin - Pierre Wacapo | - Geoff Brand - Brian Hardman - Colin Latimour - Brian Turner - Claude Carrara - Harold Ng Fok - Gilles Malinowski - Roland de Marigny - Alexis Tumahai |